# Балињикур
Балињикур (фр. Balignicourt) насеље је и општина у североисточној Француској у региону Шампањ-Арден, у департману Об која припада префектури Бар сир Об.
По подацима из 2011. године у општини је живело 73 становника, а густина насељености је износила 5,59 становника/km². Општина се простире на површини од 13,06 km². Налази се на средњој надморској висини од 111 метар.

## Демографија
| 1962. | 1968. | 1975. | 1982. | 1990. | 1999. | 2011. |
| ----- | ----- | ----- | ----- | ----- | ----- | ----- |
| 148   | 153   | 147   | 111   | 93    | 94    | 73    |

График промене броја становника у току последњих година